# Kelsey Plum
Kelsey Plum (ur. 24 sierpnia 1994 w Poway w Kalifornii) – amerykańska koszykarka, występująca na pozycji rozgrywającej, reprezentantka kraju, obecnie zawodniczka Las Vegas Aces. Do ligi WNBA trafiła w 2017 poprzez draft. Została wybrana z numerem 1.

## Rodzina
Kelsey jest córką Katie oraz Jima Plum. Jej rodzice święcili triumfy w rozgrywkach uczelnianych. Jej matka była siatkarką na Uniwersytecie Kalifornijskim. Z kolei ojciec był graczem futbolu amerykańskiego na Uniwersytecie Stanowym w San Diego. Kelsey ma również dwie starsze siostry – Kaitlyn i Lauren.

## College
Plum jest najlepszym strzelcem w historii żeńskich rozgrywek NCAA (3,527 punktów).

## WNBA
W rozgrywkach profesjonalnej ligi Plum zadebiutowała 25 maja 2017 roku w meczu przeciwko Dallas Wings.

## Osiągnięcia

### NCAA
- 2013 – CalHiSports Ms. Basketball[3]
- 2013 – WBCA High School Coaches’ All-America Team[4]
- 2013 – McDonald’s All-America team[5]
- 2016 – WBCA NCAA Div. 1 All-America team[6]
- 2017 – NCAA All-time women’s basketball leading scorer
- 2017 – espnW national player of the year[7]
- 2017 – unanimous pick on the espnW All-America first team[8]
- 2017 – unanimous pick on the AP All-America first team
- 2017 – USBWA All-America team[9]
- 2017 – AP women’s basketball player of the year
- 2017 – Nagroda im. Dawn Staley
- 2017 – USBWA Women’s National Player of the Year[10]
- 2017 – Uczelniana Koszykarka Roku im. Naismitha[11]
- 2017 – Nagroda im. Nancy Lieberman[12]
- 2017 – WBCA NCAA Div. 1 All-America team[12]
- 2017 – Trofeum Wade’a
- 2017 – John R. Wooden Award[13]
- 2017 – Honda Sport Award[14]
- Liderka strzelczyń NCAA (2017)

### WNBA
- Wicemistrzyni WNBA (2020)[15]
- Zdobywczyni pucharu WNBA Commissioner’s Cup (2022)[16]
- Zaliczona do I składu debiutantek NBA (2017)

### Drużynowe
- Mistrzyni Turcji (2018, 2019)
- Zdobywczyni:
  - pucharu Turcji (2019)[17]
  - superpucharu Turcji (2017)

### Indywidualne
- MVP finałów ligi tureckiej (2018)
- Zaliczona do I składu*:
  - ligi tureckiej (2019)[17]
  - zawodniczek zagranicznych ligi tureckiej (2019)[17]
  - honorable mention ligi tureckiej (2018)[18]

### Reprezentacja
- Mistrzyni:
  - olimpijska (2024)[19]
  - świata:
    - 2018
    - U–19 (2013)
- Wicemistrzyni igrzysk panamerykańskich (2015)

## Statystyki
NCAA
| Sezon   | Drużyna    | M   | S5  | MPG | FG%   | 3P%   | FT%   | RPG | APG | SPG | BPG | PPG  |
| ------- | ---------- | --- | --- | --- | ----- | ----- | ----- | --- | --- | --- | --- | ---- |
| 2013/14 | Washington | 29  | 29  | 37  | 40,5% | 36,8% | 83,9% | 4,7 | 2,9 | 1,0 | 0,2 | 20,9 |
| 2014/15 | Washington | 30  | 30  | 37  | 43,7% | 40,0% | 90,2% | 3,8 | 3,4 | 1,6 | 0,2 | 23,0 |
| 2015/16 | Washington | 29  | 29  | 38  | 41,3% | 34,5% | 88,8% | 3,5 | 3,8 | 1,6 | 0,2 | 26,5 |
| 2016/17 | Washington | 31  | 31  | 37  | 53,7% | 43,6% | 88,7% | 5,2 | 4,8 | 1,6 | 0,2 | 31,6 |
| Razem   |            | 119 | 119 | 37  | 45,2% | 39,1% | 88,0% | 4,3 | 3,7 | 1,5 | 0,2 | 25,6 |

WNBA
Stan: 13 czerwca 2017
| Sezon | Drużyna           | M | S5 | MPG  | FG%   | 3P%   | FT%   | RPG | APG | SPG | BPG | PPG |
| ----- | ----------------- | - | -- | ---- | ----- | ----- | ----- | --- | --- | --- | --- | --- |
| 2017  | San Antonio Stars | 6 | 3  | 15,7 | 26,5% | 25,0% | 50,0% | 0,8 | 2,0 | 1,0 | 0,1 | 4,2 |
| Razem |                   | 6 | 3  | 15,7 | 26,5% | 25,0% | 50,0% | 0,8 | 2,0 | 1,0 | 0,1 | 4,2 |